# Historia de la Constitución de los Estados Unidos
La Constitución de los Estados Unidos fue adoptada en 1787, entrando en vigencia en 1789. Todavía se encuentra en vigor, lo que hace de ella la constitución escrita de mayor antigüedad que se encuentra todavía vigente en el mundo. La constitución reemplazó a los débiles Artículos de la Confederación, para formar una unión que fuera lo suficientemente fuerte para sobrevivir a los peligros del mundo y a la vez proteger la libertad de los estados y de los ciudadanos.

## Artículos de la Confederación

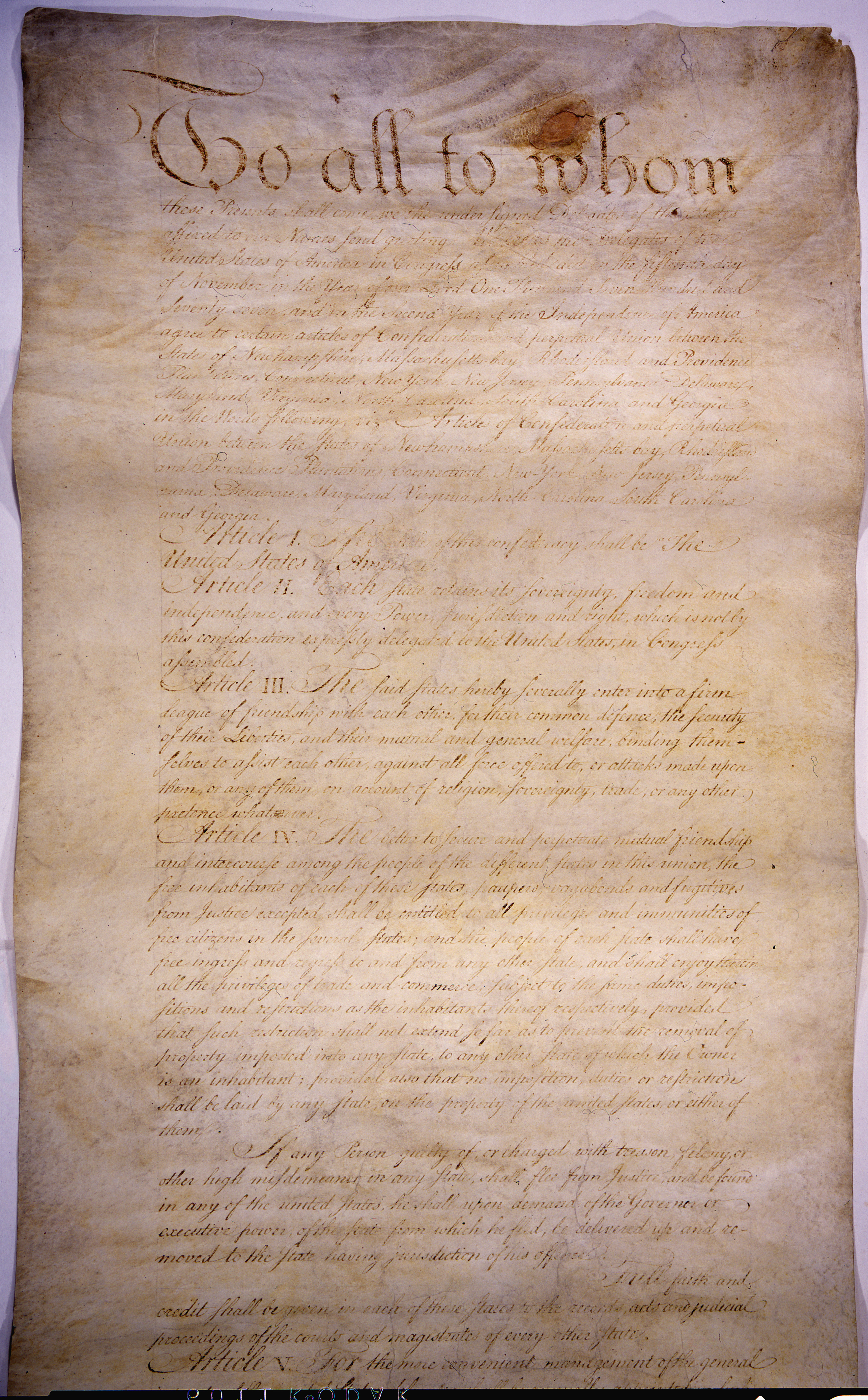
Los Artículos de la Confederación proveyeron de una pobre unión de los estados.

No fue hasta el 17 de noviembre de 1777 que el Congreso fue capaz de ponerse de acuerdo sobre una forma de gobierno que tuviera cierta posibilidad de ser aprobada por cada uno de los Estados, y el 9 de julio de 1778 fue finalmente aprobada por un número suficiente de estados para ser operativa.

## Carta de Derechos
La Constitución ha sido enmendada 27 veces desde 1789, y es muy probable que se le realicen modificaciones en el futuro. En los diez primeros años desde su ratificación se le realizaron diez enmiendas conocidas como la Carta de Derechos. El Congreso aprobó estas enmiendas en bloque en septiembre de 1789 y once estados las ratificaron antes del final de 1791.
Muchas de las críticas y resistencias crearon el Primer Congreso, la idea de la adopción de tales enmiendas era casi unánime, y el Congreso se demoró muy poco tiempo en redactarlas.

## Visiones de la Constitución
Antes de la guerra civil, los abolicionistas odiaban la Constitución debido a que permitía la esclavitud. William Lloyd Garrison denunció la Constitución como "un acuerdo con la muerte y con el Infierno."
Durante la Gilded Age, cuando el gobierno de los Estados Unidos estaba lleno de corrupción, surgió una visión de que la Constitución era defectuosa. La fuerte crítica de Woodrow Wilson del sistema de comité y de la separación de poderes en un Gobierno Congresional fue ampliamente leída entre los estudiantes de ciencias políticas.
A comienzos del siglo XX, cuando la Corte Suprema atacó rutinariamente los derechos de los consumidores y de los trabajadores como inconstitucionales (ver Era Lochner), la Constitución fue criticada por ser un documento inflexible.
Actualmente muchos estadounidenses admiran o respetan la Constitución, especialmente la Carta de Derechos que se ha visto más segura y reforzada al final de la mitad del siglo XX. El que un político sea acusado de "violar la Constitución" es visto como un serio insulto, incluso si es hecho de forma retórica. Sin embargo, muchos grupos de estadounidenses todavía mantienen un anhelo de enmendar la Constitución en varias de sus disposiciones, ver: propuestas de enmiendas a la Constitución de los Estados Unidos.